# Esther van Messel

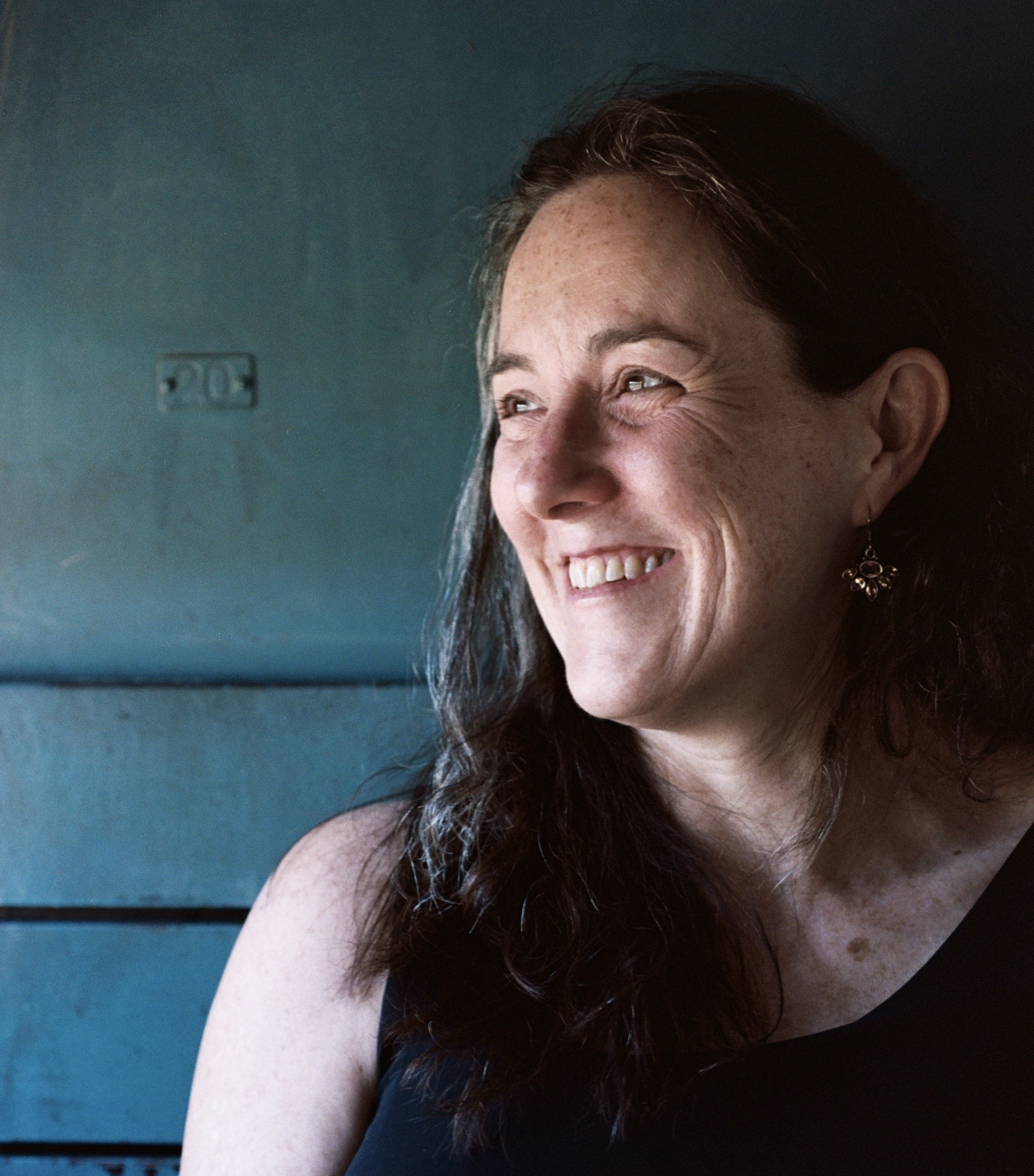
Esther van Messel

Esther van Messel (* 1965 in Wien) ist eine niederländisch-schweizerische Filmproduzentin und ‑verleiherin. Sie ist Gründerin und Geschäftsführerin des Filmproduktions- und Vertriebsunternehmens First Hand Films mit Sitz in Zürich und Berlin.

## Leben und Werk
Esther van Messel studierte Film und Geschichte an der Universität Tel Aviv, was sie mit einem Bachelor of Fine Arts abschloss. Ihre berufliche Laufbahn begann sie 1990 bei Warner Bros. in Israel als Vertriebsleiterin. 1992 wechselte sie in die Schweiz und arbeitete dort fünf Jahre lang für eine unabhängige Produktionsfirma in Zürich, wo sie internationale Spiel- und Dokumentarfilme mitproduzierte.
1998 gründete sie in Zürich die Firma First Hand Films, die seit 1999 auch in Berlin tätig ist. Das Unternehmen ist im Bereich Produktion, Weltvertrieb und Verleih von Spiel- und Dokumentarfilmen aktiv.
Der Film Polish Prayers (2022), den van Messel mitproduzierte und mitverfasste, feierte seine Weltpremiere beim IDFA. Er wurde auf mehreren internationalen Festivals gezeigt, darunter DocsBarcelona, CPH:DOX und beim Filmpreis der Stadt Zürich. Er gewann u. a. den Youth Jury Award bei DocsBarcelona und den Preis für die beste Regie beim Zürcher Filmpreis.

## Filmografie (Auswahl)
- 1997: Fremd geboren (Regie, Buch)
- 2008: Jerusalem Cuts
- 2018: Beyond Boobs
- 2022: Systemrelevant aber unsichtbar
- 2022: Polish Prayers, Regie: Hanka Nobis (Produzentin, Co-Autorin)

## Publikationen (Auswahl)
- mit Sibylle Kurz, Björn Koll: Low-Budget-Filme – Planen, Produzieren, Auswerten. Halem Verlag, Köln 2014, ISBN 978-3-744-51594-8.